# Liste des médaillés aux Jeux olympiques d'hiver de 2022
Cet article liste les sportifs et sportives médaillés aux Jeux olympiques d'hiver de 2022 à Pékin en Chine.

## Biathlon
| Épreuves              | Or                                                                                           | Argent                                                                                     | Bronze                                                                              |
| --------------------- | -------------------------------------------------------------------------------------------- | ------------------------------------------------------------------------------------------ | ----------------------------------------------------------------------------------- |
| Hommes                |                                                                                              |                                                                                            |                                                                                     |
| Individuel 20 km      | Quentin Fillon Maillet (FRA)                                                                 | Anton Smolski (BLR)                                                                        | Johannes Thingnes Bø (NOR)                                                          |
| Sprint 10 km          | Johannes Thingnes Bø (NOR)                                                                   | Quentin Fillon Maillet (FRA)                                                               | Tarjei Bø (NOR)                                                                     |
| Poursuite 12,5 km     | Quentin Fillon Maillet (FRA)                                                                 | Tarjei Bø (NOR)                                                                            | Eduard Latypov (ROC)                                                                |
| Départ groupé 15 km   | Johannes Thingnes Bø                                                                         | Martin Ponsiluoma                                                                          | Vetle Sjåstad Christiansen                                                          |
| Relais 4 × 7,5 km     | Norvège- Sturla Holm Lægreid - Tarjei Bø - Johannes Thingnes Bø - Vetle Sjåstad Christiansen | France- Fabien Claude - Émilien Jacquelin - Simon Desthieux - Quentin Fillon Maillet       | ROC- Said Khalili - Alexander Loginov - Maksim Tsvetkov - Eduard Latypov            |
| Femmes                |                                                                                              |                                                                                            |                                                                                     |
| Individuel 15 km      | Denise Herrmann (GER)                                                                        | Anaïs Chevalier-Bouchet (FRA)                                                              | Marte Olsbu Røiseland (NOR)                                                         |
| Sprint 7,5 km         | Marte Olsbu Røiseland (NOR)                                                                  | Elvira Öberg (SWE)                                                                         | Dorothea Wierer (ITA)                                                               |
| Poursuite 10 km       | Marte Olsbu Røiseland (NOR)                                                                  | Elvira Öberg (SWE)                                                                         | Tiril Eckhoff (NOR)                                                                 |
| Départ groupé 12,5 km | Justine Braisaz-Bouchet (FRA)                                                                | Tiril Eckhoff (NOR)                                                                        | Marte Olsbu Røiseland (NOR)                                                         |
| Relais 4 × 6 km       | Suède- Linn Persson - Mona Brorsson - Hanna Öberg - Elvira Öberg                             | ROC- Irina Kazakevitch - Kristina Reztsova - Svetlana Mironova - Ouliana Nigmatoullina     | Allemagne- Vanessa Voigt - Vanessa Hinz - Franziska Preuß - Denise Herrmann         |
| Mixte                 |                                                                                              |                                                                                            |                                                                                     |
| Relais mixte 4 × 6 km | Norvège- Marte Olsbu Røiseland - Tiril Eckhoff - Tarjei Bø - Johannes Thingnes Bø            | France- Anaïs Chevalier-Bouchet - Julia Simon - Émilien Jacquelin - Quentin Fillon Maillet | ROC- Ouliana Nigmatoullina - Kristina Reztsova - Alexander Loginov - Eduard Latypov |

## Bobsleigh
| Épreuves     | Or                                                                                  | Argent                                                                           | Bronze                                                              |
| ------------ | ----------------------------------------------------------------------------------- | -------------------------------------------------------------------------------- | ------------------------------------------------------------------- |
| Hommes       |                                                                                     |                                                                                  |                                                                     |
| Bob à deux   | Allemagne- Francesco Friedrich - Thorsten Margis                                    | Allemagne- Florian Bauer - Johannes Lochner                                      | Allemagne- Christoph Hafer - Matthias Sommer                        |
| Bob à quatre | Allemagne- Candy Bauer - Francesco Friedrich - Thorsten Margis - Alexander Schüller | Allemagne- Florian Bauer - Johannes Lochner - Christian Rasp - Christopher Weber | Canada- Ben Coakwell - Justin Kripps - Ryan Sommer - Cameron Stones |
| Femmes       |                                                                                     |                                                                                  |                                                                     |
| Monobob      | Kaillie Humphries (USA)                                                             | Elana Meyers (USA)                                                               | Christine de Bruin (CAN)                                            |
| Bob à deux   | Allemagne- Deborah Levi - Laura Nolte                                               | Allemagne- Alexandra Burghardt - Mariama Jamanka                                 | États-Unis- Sylvia Hoffman - Elana Meyers                           |

## Combiné nordique
| Épreuves        | Or                                                                              | Argent                                                                   | Bronze                                                                |
| --------------- | ------------------------------------------------------------------------------- | ------------------------------------------------------------------------ | --------------------------------------------------------------------- |
| Hommes          |                                                                                 |                                                                          |                                                                       |
| Tremplin normal | Vinzenz Geiger (GER)                                                            | Jørgen Graabak (NOR)                                                     | Lukas Greiderer (AUT)                                                 |
| Grand tremplin  | Jørgen Graabak (NOR)                                                            | Jens Lurås Oftebro (NOR)                                                 | Akito Watabe (JPN)                                                    |
| Par équipes     | Norvège- Espen Bjørnstad - Espen Andersen - Jens Lurås Oftebro - Jørgen Graabak | Allemagne- Manuel Faisst - Julian Schmid - Eric Frenzel - Vinzenz Geiger | Japon- Yoshito Watabe - Hideaki Nagai - Akito Watabe - Ryōta Yamamoto |

## Curling
| Épreuves                | Or                                                                                           | Argent                                                                                       | Bronze                                                                                      |
| ----------------------- | -------------------------------------------------------------------------------------------- | -------------------------------------------------------------------------------------------- | ------------------------------------------------------------------------------------------- |
| Tournoi masculin        | Suède- Niklas Edin - Oskar Eriksson - Rasmus Wranå - Christoffer Sundgren - Daniel Magnusson | Grande-Bretagne- Bruce Mouat - Grant Hardie - Bobby Lammie - Hammy McMillan Jr. - Ross Whyte | Canada- Brad Gushue - Mark Nichols - Brett Gallant - Geoff Walker - Marc Kennedy            |
| Tournoi féminin         | Grande-Bretagne- Eve Muirhead - Vicky Wright - Jennifer Dodds - Hailey Duff - Mili Smith     | Japon- Satsuki Fujisawa - Chinami Yoshida - Yumi Suzuki - Yurika Yoshida - Kotomi Ishizaki   | Suède- Anna Hasselborg - Sara McManus - Agnes Knochenhauer - Sofia Mabergs - Johanna Heldin |
| Tournoi de double mixte | Italie- Stefania Constantini - Amos Mosaner                                                  | Norvège- Kristin Skaslien - Magnus Nedregotten                                               | Suède- Almida de Val - Oskar Eriksson                                                       |

## Hockey sur glace
| Épreuves         | Or | Argent | Bronze |
| ---------------- | --- | --- | --- |
| Tournoi masculin | Finlande- Miro Aaltonen - Marko Anttila - Hannes Björninen - Valtteri Filppula - Niklas Friman - Markus Granlund - Teemu Hartikainen - Juuso Hietanen - Valtteri Kemiläinen - Leonid Komarov - Mikko Lehtonen - Petteri Lindbohm - Saku Mäenalanen - Sakari Manninen - Joonas Nättinen - Atte Ohtamaa - Niko Ojamäki - Juho Olkinuora - Iiro Pakarinen - Harri Pesonen - Ville Pokka | ROC- Sergueï Andronov - Timour Bilialov - Andreï Tchibissov - Ivan Fedotov - Stanislav Galiev - Mikhaïl Grigorenko - Arseni Gritsiouk - Nikita Goussev - Iegor Iakovlev - Aleksandr Ielessine - Pavel Karnaoukhov - Artour Kaïoumov - Artiom Minouline - Nikita Nesterov - Aleksandr Nikichine - Sergueï Plotnikov - Aleksandr Samonov - Kirill Semionov - Damir Charipzianov - Vadim Chipatchiov - Anton Slepychev | Slovaquie- Peter Cehlárik - Michal Čajkovský - Peter Čerešňák - Marek Ďaloga - Marko Daňo - Martin Gernát - Mislav Rosandić - Adrián Holešinský - Marek Hrivík - Libor Hudáček - Tomáš Jurčo - Miloš Kelemen - Samuel Kňažko - Branislav Konrád - Michal Krištof - Martin Marinčin - Šimon Nemec - Kristián Pospíšil - Pavol Regenda - Miloš Roman - Patrik Rybár                        |
| Tournoi féminin  | Canada- Erin Ambrose - Ashton Bell - Kristen Campbell - Emily Clark - Mélodie Daoust - Ann-Renée Desbiens - Renata Fast - Sarah Fillier - Brianne Jenner - Rebecca Johnston - Jocelyne Larocque - Emma Maltais - Emerance Maschmeyer - Sarah Nurse - Marie-Philip Poulin - Jamie Lee Rattray - Jillian Saulnier - Ella Shelton - Natalie Spooner - Laura Stacey - Claire Thompson    | États-Unis- Cayla Barnes - Megan Bozek - Hannah Brandt - Danielle Cameranesi - Alexandra Carpenter - Alexandria Cavallini - Jesse Compher - Kendall Coyne Schofield - Brianna Decker - Jincy Dunne - Savannah Harmon - Caroline Harvey - Nicole Hensley - Megan Keller - Amanda Kessel - Hilary Knight - Abbey Murphy - Kelly Pannek - Madeline Rooney - Abby Roque - Hayley Scamurra                               | Finlande- Sanni Hakala - Jenni Hiirikoski - Elisa Holopainen - Sini Karjalainen - Michelle Karvinen - Anni Keisala - Nelli Laitinen - Julia Liikala - Eveliina Mäkinen - Petra Nieminen - Tanja Niskanen - Jenniina Nylund - Meeri Räisänen - Sanni Rantala - Ronja Savolainen - Sofianna Sundelin - Susanna Tapani - Noora Tulus - Minnamari Tuominen - Viivi Vainikka - Sanni Vanhanen |

## Luge
| Épreuves  | Or                                                                             | Argent                                                                  | Bronze                                                                    |
| --------- | ------------------------------------------------------------------------------ | ----------------------------------------------------------------------- | ------------------------------------------------------------------------- |
| Hommes    |                                                                                |                                                                         |                                                                           |
| Monoplace | Johannes Ludwig (GER)                                                          | Wolfgang Kindl (AUT)                                                    | Dominik Fischnaller (ITA)                                                 |
| Biplace   | Allemagne- Tobias Arlt - Tobias Wendl                                          | Allemagne- Sascha Benecken - Toni Eggert                                | Autriche- Lorenz Koller Thomas Steu                                       |
| Femmes    |                                                                                |                                                                         |                                                                           |
| Monoplace | Natalie Geisenberger (GER)                                                     | Anna Berreiter (GER)                                                    | Tatiana Ivanova (ROC)                                                     |
| Mixte     |                                                                                |                                                                         |                                                                           |
| Relais    | Allemagne- Tobias Arlt - Natalie Geisenberger - Johannes Ludwig - Tobias Wendl | Autriche- Madeleine Egle - Wolfgang Kindl - Lorenz Koller - Thomas Steu | Lettonie- Kristers Aparjods - Mārtiņš Bots - Roberts Plūme - Elīza Tīruma |

## Patinage artistique
| Épreuves    | Or | Argent | Bronze                                                                                                  |
| ----------- | --- | --- | --- |
| Hommes      | | | |
| Individuel  | Nathan Chen (USA) | Yuma Kagiyama (JPN) | Shōma Uno (JPN)                                                                                         |
| Femmes      | | | |
| Individuel  | Anna Chtcherbakova (ROC) | Alexandra Troussova (ROC) | Kaori Sakamoto (JPN)                                                                                    |
| Mixte       | | | |
| Couples     | Chine- Sui Wenjing - Han Cong | ROC- Ievguenia Tarassova - Vladimir Morozov                                                                                        | ROC- Anastasia Mishina - Aleksandr Galliamov                                                            |
| Danse       | France- Gabriella Papadakis - Guillaume Cizeron | ROC- Victoria Sinitsina - Nikita Katsalapov                                                                                        | États-Unis- Madison Hubbell - Zachary Donohue                                                           |
| Par équipes | États-Unis- Evan Bates - Karen Chen - Nathan Chen - Madison Chock - Zachary Donohue - Brandon Frazier - Madison Hubbell - Alexa Scimeca Knierim - Vincent Zhou | Japon- Wakaba Higuchi - Yuma Kagiyama - Ryuichi Kihara - Tim Koleto - Misato Komatsubara - Riku Miura - Kaori Sakamoto - Shōma Uno | ROC- Aleksandr Galliamov - Nikita Katsalapov - Mark Kondratiuk - Anastasia Mishina - Victoria Sinitsina |

## Patinage de vitesse
| Épreuves              | Or                                                                     | Argent                                                     | Bronze                                                                |
| --------------------- | ---------------------------------------------------------------------- | ---------------------------------------------------------- | --------------------------------------------------------------------- |
| Hommes                |                                                                        |                                                            |                                                                       |
| 500 m                 | Gao Tingyu (CHN)                                                       | Cha Min-kyu (KOR)                                          | Wataru Morishige (JPN)                                                |
| 1 000 m               | Thomas Krol (NED)                                                      | Laurent Dubreuil (CAN)                                     | Håvard Holmefjord Lorentzen (NOR)                                     |
| 1 500 m               | Kjeld Nuis (NED)                                                       | Thomas Krol (NED)                                          | Kim Min-seok (KOR)                                                    |
| 5 000 m               | Nils van der Poel (SWE)                                                | Patrick Roest (NED)                                        | Hallgeir Engebråten (NOR)                                             |
| 10 000 m              | Nils van der Poel (SWE)                                                | Patrick Roest (NED)                                        | Davide Ghiotto (ITA)                                                  |
| Mass start            | Bart Swings (BEL)                                                      | Chung Jae-won (KOR)                                        | Lee Seung-hoon (KOR)                                                  |
| Poursuite par équipes | Norvège- Hallgeir Engebråten - Peder Kongshaug - Sverre Lunde Pedersen | ROC- Daniil Aldoshkin - Sergey Trofimov - Rouslan Zakharov | États-Unis- Ethan Cepuran - Casey Dawson - Emery Lehman - Joey Mantia |
| Femmes                |                                                                        |                                                            |                                                                       |
| 500 m                 | Erin Jackson (USA)                                                     | Miho Takagi (JPN)                                          | Angelina Golikova (ROC)                                               |
| 1 000 m               | Miho Takagi (JPN)                                                      | Jutta Leerdam (NED)                                        | Brittany Bowe (USA)                                                   |
| 1 500 m               | Ireen Wüst (NED)                                                       | Miho Takagi (JPN)                                          | Antoinette de Jong (NED)                                              |
| 3 000 m               | Irene Schouten (NED)                                                   | Francesca Lollobrigida (ITA)                               | Isabelle Weidemann (CAN)                                              |
| 5 000 m               | Irene Schouten (NED)                                                   | Isabelle Weidemann (CAN)                                   | Martina Sáblíková (CZE)                                               |
| Mass start            | Irene Schouten (NED)                                                   | Ivanie Blondin (CAN)                                       | Francesca Lollobrigida (ITA)                                          |
| Poursuite par équipes | Canada- Ivanie Blondin - Valérie Maltais - Isabelle Weidemann          | Japon- Ayano Sato - Miho Takagi - Nana Takagi              | Pays-Bas- Marijke Groenewoud - Irene Schouten - Ireen Wüst            |

## Patinage de vitesse sur piste courte
| Épreuves       | Or                                                                                | Argent | Bronze                                                                                          |
| -------------- | --------------------------------------------------------------------------------- | --- | ----------------------------------------------------------------------------------------------- |
| Hommes         |                                                                                   | |                                                                                                 |
| 500 m          | Shaoang Liu (HUN)                                                                 | Konstantine Ivliev (ROC)                                                                                              | Steven Dubois (CAN)                                                                             |
| 1 000 m        | Ren Ziwei (CHN)                                                                   | Li Wenlong (CHN) | Shaoang Liu (HUN)                                                                               |
| 1 500 m        | Hwang Dae-heon (KOR)                                                              | Steven Dubois (CAN)                                                                                                   | Semen Elistratov (ROC)                                                                          |
| Relais 5 000 m | Canada- Pascal Dion - Steven Dubois - Charles Hamelin - Jordan Pierre-Gilles      | Corée du Sud- Hwang Dae-heon - Kwak Yoon-gy - Lee June-seo - Park Jang-hyuk                                           | Italie- Andrea Cassinelli - Yuri Confortola - Tommaso Dotti - Pietro Sighel                     |
| Femmes         |                                                                                   | |                                                                                                 |
| 500 m          | Arianna Fontana (ITA)                                                             | Suzanne Schulting (NED)                                                                                               | Kim Boutin (CAN)                                                                                |
| 1 000 m        | Suzanne Schulting (NED)                                                           | Choi Min-jeong (KOR)                                                                                                  | Hanne Desmet (BEL)                                                                              |
| 1 500 m        | Choi Min-jeong (KOR)                                                              | Arianna Fontana (ITA)                                                                                                 | Suzanne Schulting (NED)                                                                         |
| Relais 3 000 m | Pays-Bas- Suzanne Schulting - Selma Poutsma - Xandra Velzeboer - Yara van Kerkhof | Corée du Sud- Seo Whi-min - Choi Min-jeong - Kim Alang - Lee Yu-bin                                                   | Chine- Qu Chunyu - Zhang Chutong - Fan Kexin - Zhang Yuting                                     |
| Mixte          |                                                                                   | |                                                                                                 |
| Relais 2 000 m | Chine- Fan Kexin - Qu Chunyu - Ren Ziwei - Wu Dajing - Zhang Yuting               | Italie- Andrea Cassinelli - Yuri Confortola - Arianna Fontana - Pietro Sighel - Arianna Valcepina - Martina Valcepina | Hongrie- Petra Jászapáti - Zsófia Kónya - John-Henry Krueger - Shaoang Liu - Shaolin Sándor Liu |

## Saut à ski
| Épreuves        | Or                                                                | Argent                                                                   | Bronze                                                                                |
| --------------- | ----------------------------------------------------------------- | ------------------------------------------------------------------------ | ------------------------------------------------------------------------------------- |
| Hommes          |                                                                   |                                                                          |                                                                                       |
| Tremplin normal | Ryōyū Kobayashi (JPN)                                             | Manuel Fettner (AUT)                                                     | Dawid Kubacki (POL)                                                                   |
| Grand tremplin  | Marius Lindvik (NOR)                                              | Ryōyū Kobayashi (JPN)                                                    | Karl Geiger (GER)                                                                     |
| Par équipes     | Autriche- Manuel Fettner - Jan Hörl - Daniel Huber - Stefan Kraft | Slovénie- Lovro Kos - Cene Prevc - Peter Prevc - Timi Zajc               | Allemagne- Markus Eisenbichler - Karl Geiger - Stephan Leyhe - Constantin Schmid      |
| Femmes          |                                                                   |                                                                          |                                                                                       |
| Tremplin normal | Urša Bogataj (SLO)                                                | Katharina Althaus (GER)                                                  | Nika Križnar (SLO)                                                                    |
| Mixte           |                                                                   |                                                                          |                                                                                       |
| Par équipes     | Slovénie- Urša Bogataj - Nika Križnar - Peter Prevc - Timi Zajc   | ROC- Irina Avvakoumova - Evgeniy Klimov - Irma Makhinia - Danil Sadreïev | Canada- MacKenzie Boyd-Clowes - Alexandria Loutitt - Matthew Soukup - >Abigail Strate |

## Skeleton
| Épreuves | Or                         | Argent                 | Bronze              |
| -------- | -------------------------- | ---------------------- | ------------------- |
| Hommes   | Christopher Grotheer (GER) | Axel Jungk (GER)       | Yan Wengang (CHN)   |
| Femmes   | Hannah Neise (GER)         | Jaclyn Narracott (AUS) | Kimberley Bos (NED) |

## Ski acrobatique
| Épreuves          | Or                                                                    | Argent                                        | Bronze                                                 |
| ----------------- | --------------------------------------------------------------------- | --------------------------------------------- | ------------------------------------------------------ |
| Hommes            |                                                                       |                                               |                                                        |
| Big air           | Birk Ruud (NOR)                                                       | Colby Stevenson (USA)                         | Henrik Harlaut (SWE)                                   |
| Bosses            | Walter Wallberg (SWE)                                                 | Mikaël Kingsbury (CAN)                        | Ikuma Horishima (JPN)                                  |
| Half-pipe         | Nico Porteous (NZL)                                                   | David Wise (USA)                              | Alex Ferreira (USA)                                    |
| Sauts             | Qi Guangpu (CHN)                                                      | Oleksandr Abramenko (UKR)                     | Ilia Bourov (ROC)                                      |
| Ski cross         | Ryan Regez (SUI)                                                      | Alex Fiva (SUI)                               | Sergueï Ridzik (ROC)                                   |
| Slopestyle        | Alex Hall (USA)                                                       | Nick Goepper (USA)                            | Jesper Tjäder (SWE)                                    |
| Femmes            |                                                                       |                                               |                                                        |
| Big air           | Gu Ailing (CHN)                                                       | Tess Ledeux (FRA)                             | Mathilde Gremaud (SUI)                                 |
| Bosses            | Jakara Anthony (AUS)                                                  | Jaelin Kauf (USA)                             | Anastassia Smirnova (ROC)                              |
| Half-pipe         | Gu Ailing (CHN)                                                       | Cassie Sharpe (CAN)                           | Rachael Karker (CAN)                                   |
| Sauts             | Xu Mengtao (CHN)                                                      | Hanna Huskova (BLR)                           | Megan Nick (USA)                                       |
| Ski cross         | Sandra Näslund (SWE)                                                  | Marielle Thompson (CAN)                       | Fanny Smith (SUI) Daniela Maier (GER)                  |
| Slopestyle        | Mathilde Gremaud (SUI)                                                | Gu Ailing (CHN)                               | Kelly Sildaru (EST)                                    |
| Mixte             |                                                                       |                                               |                                                        |
| Sauts par équipes | États-Unis- Ashley Caldwell - Christopher Lillis - Justin Schoenefeld | Chine- Jia Zongyang - Qi Guangpu - Xu Mengtao | Canada- Miha Fontaine - Lewis Irving - Marion Thénault |

## Ski alpin
| Épreuves                | Or | Argent                                                                                   | Bronze |
| ----------------------- | --- | ---------------------------------------------------------------------------------------- | --- |
| Hommes                  | |                                                                                          | |
| Combiné                 | Johannes Strolz (AUT) | Aleksander Aamodt Kilde (NOR)                                                            | James Crawford (CAN) |
| Descente                | Beat Feuz (SUI) | Johan Clarey (FRA)                                                                       | Matthias Mayer (AUT) |
| Super G                 | Matthias Mayer (AUT) | Ryan Cochran-Siegle (USA)                                                                | Aleksander Aamodt Kilde (NOR) |
| Slalom géant            | Marco Odermatt (SUI) | Žan Kranjec (SLO)                                                                        | Mathieu Faivre (FRA) |
| Slalom                  | Clément Noël (FRA) | Johannes Strolz (AUT)                                                                    | Sebastian Foss Solevåg (NOR) |
| Femmes                  | |                                                                                          | |
| Combiné                 | Michelle Gisin (SUI) | Wendy Holdener (SUI)                                                                     | Federica Brignone (ITA) |
| Descente                | Corinne Suter (SUI) | Sofia Goggia (ITA)                                                                       | Nadia Delago (ITA) |
| Super G                 | Lara Gut-Behrami (SUI) | Mirjam Puchner (AUT)                                                                     | Michelle Gisin (SUI) |
| Slalom géant            | Sara Hector (SWE) | Federica Brignone (ITA)                                                                  | Lara Gut-Behrami (SUI) |
| Slalom                  | Petra Vlhová (SVK) | Katharina Liensberger (AUT)                                                              | Wendy Holdener (SUI) |
| Mixte                   | |                                                                                          | |
| Compétition par équipes | Autriche- Katharina Huber - Katharina Liensberger - Katharina Truppe - Stefan Brennsteiner - Michael Matt - Johannes Strolz | Allemagne- Emma Aicher - Lena Dürr - Julian Rauchfuss - Alexander Schmid - Linus Straßer | Norvège- Mina Fürst Holtmann - Thea Louise Stjernesund - Maria Therese Tviberg - Timon Haugan - Fabian Wilkens Solheim - Rasmus Windingstad |

## Ski de fond
| Épreuves           | Or                                                                                | Argent                                                                              | Bronze                                                                     |
| ------------------ | --------------------------------------------------------------------------------- | ----------------------------------------------------------------------------------- | -------------------------------------------------------------------------- |
| Hommes             |                                                                                   |                                                                                     |                                                                            |
| 15 km classique    | Iivo Niskanen (FIN)                                                               | Alexander Bolshunov (ROC)                                                           | Johannes Høsflot Klæbo (NOR)                                               |
| Skiathlon 30 km    | Alexander Bolshunov (ROC)                                                         | Denis Spitsov (ROC)                                                                 | Iivo Niskanen (FIN)                                                        |
| 50 km libre        | Alexander Bolshunov (ROC)                                                         | Ivan Iakimouchkine (ROC)                                                            | Simen Hegstad Krüger (NOR)                                                 |
| Sprint classique   | Johannes Høsflot Klæbo (NOR)                                                      | Federico Pellegrino (ITA)                                                           | Alexander Terentyev (ROC)                                                  |
| Sprint par équipes | Norvège- Johannes Høsflot Klæbo - Erik Valnes                                     | Finlande- Iivo Niskanen - Joni Mäki                                                 | ROC- Alexander Bolshunov - Alexander Terentyev                             |
| Relais 4 × 10 km   | ROC- Alexander Bolshunov - Alexey Chervotkin - Sergueï Oustiougov - Denis Spitsov | Norvège- Pål Golberg - Hans Christer Holund - Emil Iversen - Johannes Høsflot Klæbo | France- Richard Jouve - Hugo Lapalus - Maurice Manificat - Clément Parisse |
| Femmes             |                                                                                   |                                                                                     |                                                                            |
| 10 km classique    | Therese Johaug (NOR)                                                              | Kerttu Niskanen (FIN)                                                               | Krista Pärmäkoski (FIN)                                                    |
| Skiathlon 15 km    | Therese Johaug (NOR)                                                              | Natalia Nepryaeva (ROC)                                                             | Teresa Stadlober (AUT)                                                     |
| 30 km classique    | Therese Johaug (NOR)                                                              | Jessica Diggins (USA)                                                               | Kerttu Niskanen (FIN)                                                      |
| Sprint classique   | Jonna Sundling (SWE)                                                              | Maja Dahlqvist (SWE)                                                                | Jessica Diggins (USA)                                                      |
| Sprint par équipes | Allemagne- Katharina Hennig - Victoria Carl                                       | Suède- Maja Dahlqvist - Jonna Sundling                                              | ROC- Yulia Stupak - Natalia Nepryaeva                                      |
| Relais 4 × 5 km    | ROC- Natalia Nepryaeva - Tatiana Sorina - Veronika Stepanova - Yulia Stupak       | Allemagne- Victoria Carl - Katharina Hennig - Sofie Krehl - Katherine Sauerbrey     | Suède- Ebba Andersson - Maja Dahlqvist - Frida Karlsson - Jonna Sundling   |

## Snowboard
| Épreuves               | Or                                                | Argent                                 | Bronze                                 |
| ---------------------- | ------------------------------------------------- | -------------------------------------- | -------------------------------------- |
| Hommes                 |                                                   |                                        |                                        |
| Big air                | Su Yiming (CHN)                                   | Mons Røisland (NOR)                    | Maxence Parrot (CAN)                   |
| Cross                  | Alessandro Hämmerle (AUT)                         | Éliot Grondin (CAN)                    | Omar Visintin (ITA)                    |
| Half-pipe              | Ayumu Hirano (JPN)                                | Scotty James (AUS)                     | Jan Scherrer (SUI)                     |
| Slalom géant parallèle | Benjamin Karl (AUT)                               | Tim Mastnak (SLO)                      | Vic Wild (ROC)                         |
| Slopestyle             | Maxence Parrot (CAN)                              | Su Yiming (CHN)                        | Mark McMorris (CAN)                    |
| Femmes                 |                                                   |                                        |                                        |
| Big air                | Anna Gasser (AUT)                                 | Zoi Sadowski-Synnott (NZL)             | Kokomo Murase (JPN)                    |
| Cross                  | Lindsey Jacobellis (USA)                          | Chloé Trespeuch (FRA)                  | Meryeta O'Dine (CAN)                   |
| Half-pipe              | Chloe Kim (USA)                                   | Queralt Castellet (ESP)                | Sena Tomita (JPN)                      |
| Slalom géant parallèle | Ester Ledecká (CZE)                               | Daniela Ulbing (AUT)                   | Glorija Kotnik (SLO)                   |
| Slopestyle             | Zoi Sadowski-Synnott (NZL)                        | Julia Marino (USA)                     | Tess Coady (AUS)                       |
| Mixte                  |                                                   |                                        |                                        |
| Cross par équipes      | États-Unis- Nick Baumgartner - Lindsey Jacobellis | Italie- Omar Visintin - Michela Moioli | Canada- Éliot Grondin - Meryeta O'Dine |

## Sportifs les plus médaillés
| Athlète                | Pays         | Sport               | Médaille d'or, Jeux olympiques | Médaille d'argent, Jeux olympiques | Médaille de bronze, Jeux olympiques | Total |
| Johannes Thingnes Bø   | Norvège      | Biathlon            | 4                              | 0                                  | 1                                   | 5     |
| Alexander Bolshunov    | ROC          | Ski de fond         | 3                              | 1                                  | 1                                   | 5     |
| Marte Olsbu Røiseland  | Norvège      | Biathlon            | 3                              | 0                                  | 2                                   | 5     |
| Irene Schouten         | Pays-Bas     | Patinage de vitesse | 3                              | 0                                  | 1                                   | 4     |
| Therese Johaug         | Norvège      | Ski de fond         | 3                              | 0                                  | 0                                   | 3     |
| Quentin Fillon Maillet | France       | Biathlon            | 2                              | 3                                  | 0                                   | 5     |
| Tarjei Bø              | Norvège      | Biathlon            | 2                              | 1                                  | 1                                   | 4     |
| Johannes Høsflot Klæbo | Norvège      | Ski de fond         | 2                              | 1                                  | 1                                   | 4     |
| Suzanne Schulting      | Pays-Bas     | Short-track         | 2                              | 1                                  | 1                                   | 4     |
| Jørgen Graabak         | Norvège      | Combiné nordique    | 2                              | 1                                  | 0                                   | 3     |
| Gu Ailing              | Chine        | Ski acrobatique     | 2                              | 1                                  | 0                                   | 3     |
| Johannes Strolz        | Autriche     | Ski alpin           | 2                              | 1                                  | 0                                   | 3     |
| Francesco Friedrich    | Allemagne    | Bobsleigh           | 2                              | 0                                  | 0                                   | 2     |
| Thorsten Margis        | Allemagne    | Bobsleigh           | 2                              | 0                                  | 0                                   | 2     |
| Natalie Geisenberger   | Allemagne    | Luge                | 2                              | 0                                  | 0                                   | 2     |
| Johannes Ludwig        | Allemagne    | Luge                | 2                              | 0                                  | 0                                   | 2     |
| Tobias Arlt            | Allemagne    | Luge                | 2                              | 0                                  | 0                                   | 2     |
| Tobias Wendl           | Allemagne    | Luge                | 2                              | 0                                  | 0                                   | 2     |
| Ren Ziwei              | Chine        | Short-track         | 2                              | 0                                  | 0                                   | 2     |
| Urša Bogataj           | Slovénie     | Saut à ski          | 2                              | 0                                  | 0                                   | 2     |
| Lindsey Jacobellis     | États-Unis   | Snowboard           | 2                              | 0                                  | 0                                   | 2     |
| Miho Takagi            | Japon        | Patinage de vitesse | 1                              | 3                                  | 0                                   | 4     |
| Elvira Öberg           | Suède        | Biathlon            | 1                              | 2                                  | 0                                   | 3     |
| Arianna Fontana        | Italie       | Short-track         | 1                              | 2                                  | 0                                   | 3     |
| Choi Min-jeong         | Corée du Sud | Short-track         | 1                              | 2                                  | 0                                   | 3     |
| Isabelle Weidemann     | Canada       | Patinage de vitesse | 1                              | 1                                  | 1                                   | 3     |
| Tiril Eckhoff          | Norvège      | Biathlon            | 1                              | 1                                  | 1                                   | 3     |
| Jonna Sundling         | Suède        | Ski de fond         | 1                              | 1                                  | 1                                   | 3     |
| Natalia Nepryaeva      | ROC          | Ski de fond         | 1                              | 1                                  | 1                                   | 3     |
| Iivo Niskanen          | Finlande     | Ski de fond         | 1                              | 1                                  | 1                                   | 3     |
| Steven Dubois          | Canada       | Short-track         | 1                              | 1                                  | 1                                   | 3     |
| Shaoang Liu            | Hongrie      | Short-track         | 1                              | 0                                  | 2                                   | 3     |
| Maja Dahlqvist         | Suède        | Ski de fond         | 0                              | 2                                  | 1                                   | 3     |